# Rs Vision
Rs Vision — двухместный парусный однокорпусный швертбот, производимый английской верфью Rs Sailing. Европейский класс парусного судна(сертификация ЕС)- С. Возможен вариант экипажа с двумя стажёрами, и инструктором.

## Парусное вооружение
Rs Vision, обладает гротом(8,8 м2), съемным стакселем(3,1 м2), с возможностью скрутки, и геннакером(12 м2)

## Дизайн и устройство яхты

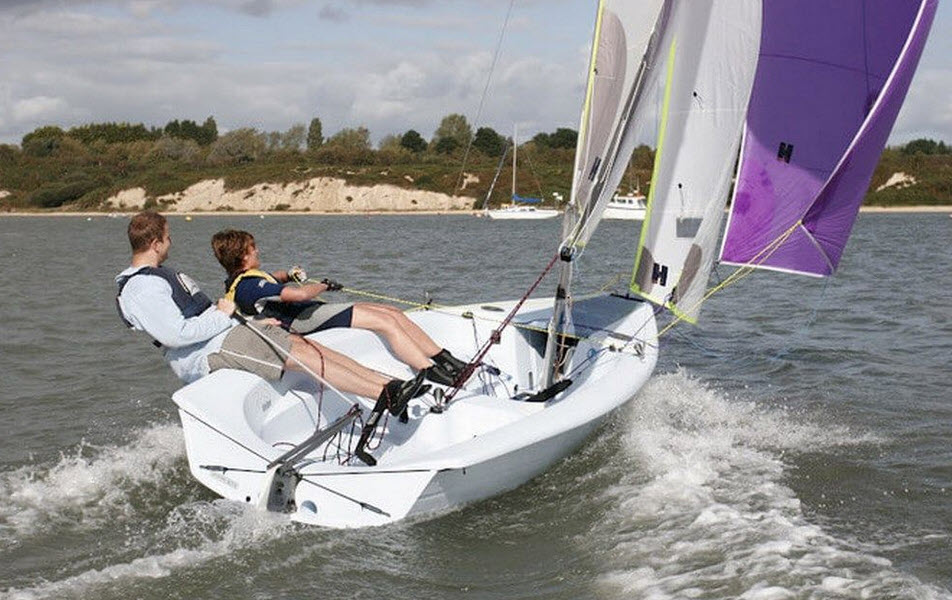
[https://youtube.com/shorts/Z2GJuifqaS8?si=NuU6MtZlyjHI-XG9 Видео с рекордом скорости Rs Vision

Дизайнер яхты- Фил Моррисон. Лодка оснащена системой Gnav Kicker, благодаря чему кокпит остается незагроможденным и свободным. Оснащён швертом. Вес- 125 кг, Длина- 4,75 метра, Ширина 1,75 метров. Материал корпуса- трехслойный Comptec PE3 Hull. Обладает герметичными рундуками, с внутренним пространством для хранения, обитым тканью. Бушприт выдвигается автоматически, при натяжении геннакер-фала. Для долговременного хранения яхты, есть возможность снять стаксель, и закрепить металлический форштаг, который обычно находится рядом с мачтой. Имеет стопор на гика-шкотах.